# Arna lluna

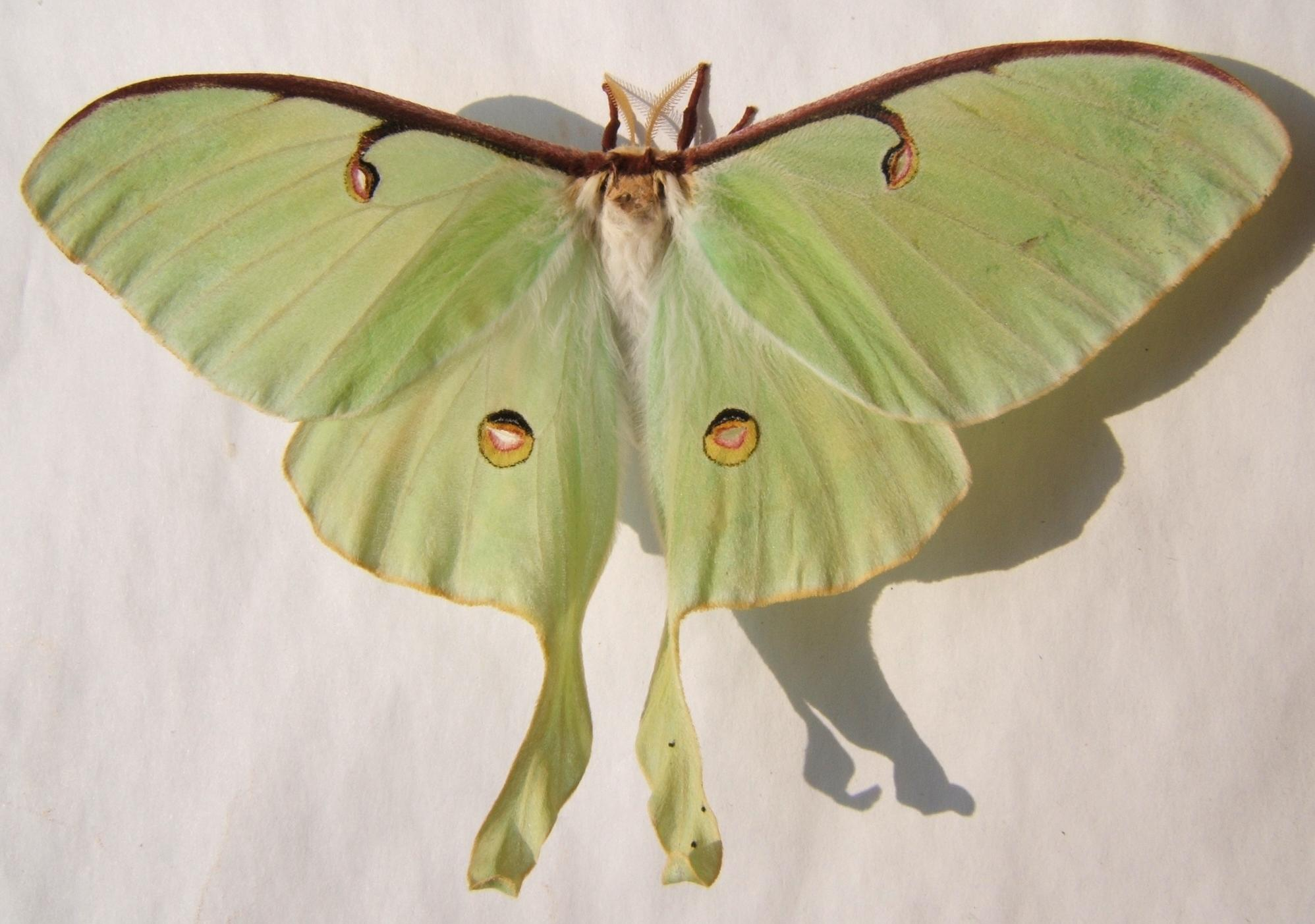
Femella

L'arna lluna (Actias luna) és una espècie de lepidòpter ditrisi de la família dels satúrnids (Saturniidae). És una arna nocturna de color verd llima, pròpia de la regió Neàrtica.

## Distribució
Actias luna habita a l'Amèrica del Nord, des de l'est de les grans planes, als Estats Units, fins al nord de Mèxic, i des de la part oest d'Ontario, a través de Quebec, cap a Nova Escòcia, al Canadà.

## Cicle de vida
Segons el clima on viuen, les papallones lluna tenen un nombre de generacions diferent. Al Canadà i a les regions del nord, pot produir una generació per any i arriba a la fase adulta de principis de juny a principis de juliol. Al nord dels Estats Units, al voltant de Nova Jersey i Nova York, té dues generacions cada any; la primera apareix a l'abril i al maig, i la segona, aproximadament de 9 a 11 setmanes després. Al sud dels Estats Units pot tenir fins a tres generacions, espaiades en períodes de 8 a 10 setmanes, començant al març.

### Ous
La femella d'Actias luna pon entre 100 i 300 ous alhora al revers de les fulles. Els ous s'incuben de 8 a 13 dies, depenent del clima.

### Larva
Aquesta fase dura al voltant de cinc setmanes. Després de néixer, les erugues tendeixen a reunir-se, fins que cadascuna troba una planta on es pot alimentar. Les erugues mantenen una conducta gregària durant les primeres dues o tres etapes; després tendeixen a estar separades i viure independentment. Com totes les papallones de la família Saturniidae, les erugues passen per cinc etapes abans de convertir-se en pupes. Al final de cada etapa col·loquen una petita porció de seda a la base d'una fulla, que l'eruga fa servir com a àncora per desprendre's de l'antiga pell. Quan arriba l'última fase, l'eruga té una llargada mitjana de 9 centímetres.